# Tico-tico-do-mato
Tico-tico-de-coleira-interrompida ou tico-tico-do-mato (Arremon semitorquatus) é uma espécie de ave da família Passerelidae.
É endémica do Brasil.
Seus habitats naturais são: florestas subtropicais ou tropicais úmidas de baixa altitude e florestas secundárias altamente degradadas.